# Hermann Kuhn (Politiker)

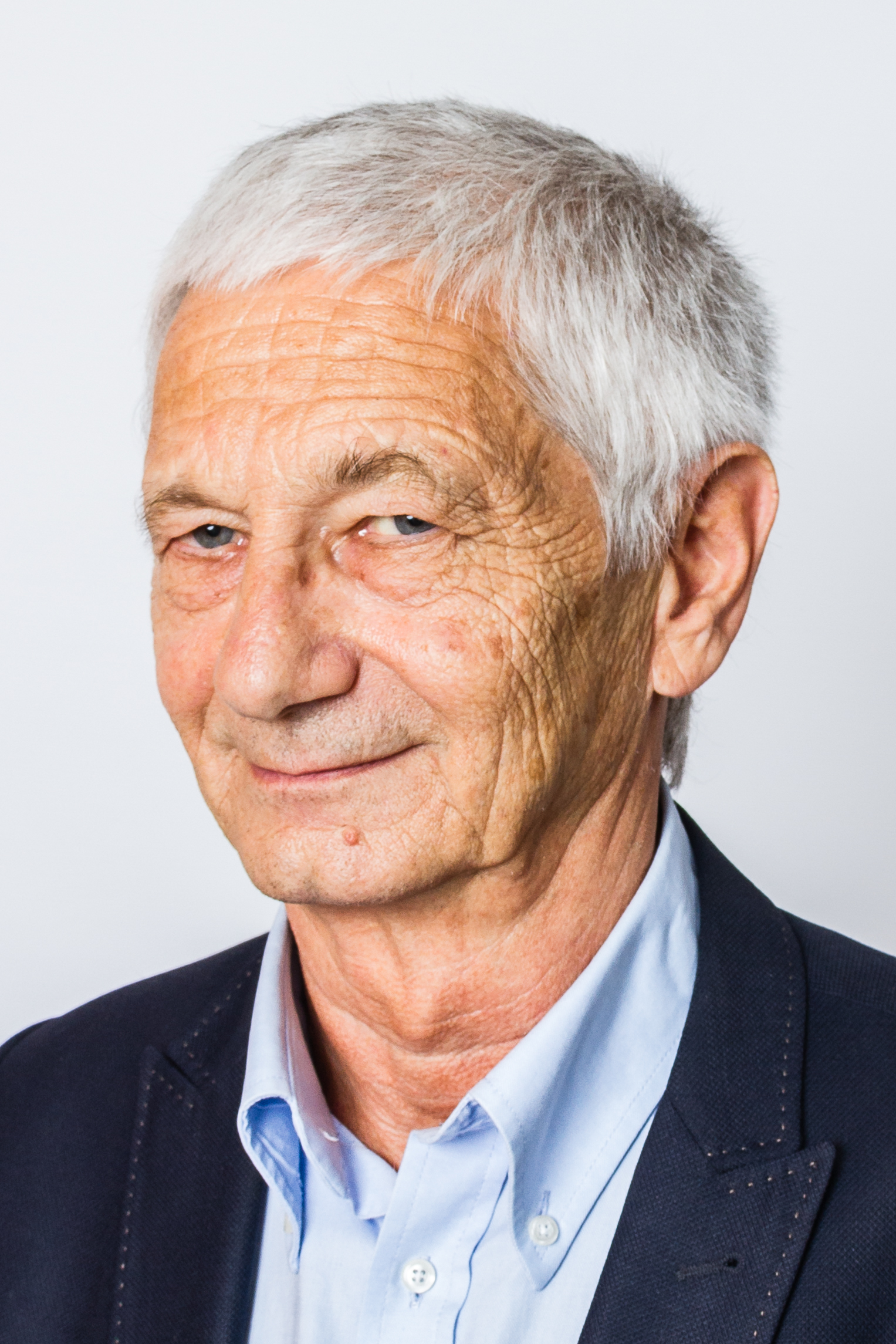
Hermann Kuhn (2014)

Hermann Kuhn (* 14. März 1945 in Taucha) ist ein bremischer Politiker (Bündnis 90/Die Grünen) und war Abgeordneter der Bremischen Bürgerschaft.

## Biografie

### Ausbildung und Beruf
Nach dem Abitur an der Kieler Gelehrtenschule und einem Studium legte Kuhn das Staatsexamen für Lehramt an Grund- und Hauptschulen ab. Das Referendariat absolvierte er in Bremen, wurde aber dort nicht in den Schuldienst eingestellt. Danach war er von 1974 bis 1977 Lehrer an der Hauptschule in Brinkum. Wegen seiner Funktionärstätigkeit für den Kommunistischen Bund Westdeutschland (KBW) und einer Kandidatur auf dessen Liste zu den Wahlen zur Bremischen Bürgerschaft 1975 erhielt er Berufsverbot. Für die Kommunistische Volkszeitung (KVZ) verfasste er viele Artikel, hauptsächlich über Osteuropa. Von 1978 bis 1981 war er Redakteur der KVZ in Berlin mit einem Schwerpunkt auf Themen zu Osteuropa. Ab 1980 arbeitete er als Korrektor und Schriftsetzer bei der Bremer Tageszeitungen AG. Seit 1984 war er dort Mitglied des Betriebsrates. 1989 promovierte er an der Universität Bremen mit der Arbeit Der Bruch. Autobiographische Schriften von Exkommunisten im geteilten Deutschland. Seit dem Eintritt ins Rentenalter widmet er sich wieder stärker der politischen Arbeit.

### Politik
Kuhn war von 1973 bis 1981 Mitglied des Kommunistischen Bundes Westdeutschland. Anfang der 1980er Jahre unterstützte er – auch persönlich – aktiv die Arbeiterbewegung Solidarność in Polen. Seit dem 19. Oktober 1991 bis 2003 war er für Bündnis 90/Die Grünen Mitglied der Bremischen Bürgerschaft. Ab 1995 war er einer der Vizepräsidenten des Parlaments. Nach einer Auszeit in der 16. Legislaturperiode war er erneut von 2007 bis 2015 Abgeordneter der Bremischen Bürgerschaft.

Er war vertreten im
Ausschuss für Integration, Bundes- und Europaangelegenheiten, internationale Kontakte und Entwicklungszusammenarbeit,
Betriebsausschuss „Performa Nord“,
Haushalts- und Finanzausschuss (Land und Stadt),
Rechnungsprüfungsausschuss (Land und Stadt),
Rechtsausschuss,
Wahlprüfungsgericht und den
nichtständigen Ausschüssen „Ausweitung des Wahlrechts“ und zur Änderung der Landesverfassung.
Am 12. November 2011 wurden er und die Politikwissenschaftlerin Henrike Müller als Nachfolger von Susan Ella-Mittrenga in das Amt der beiden Vorstandssprecher des Landesverbandes von Bündnis 90/Die Grünen in Bremen gewählt. Auf der Landesmitgliederversammlung erhielt er 119 von 147 gültigen Stimmen. 2013 verzichtete Kuhn auf eine erneute Kandidatur. Nach dem Rücktritt Ralph Saxes wurde er im  September 2018 erneut zum Landesvorstandssprecher gewählt. 2019 wurde sein Nachfolger Florian Pfeffer.
Kuhn ist außerdem Vorsitzender des Landesverbandes Bremen der Europa-Union Deutschland und Schatzmeister der Deutsch-Israelischen Gesellschaft.

## Veröffentlichungen
- mit Gerd Koenen & Krisztina Koenen: „Freiheit, Unabhängigkeit und Brot“. Zur Geschichte und den Kampfzielen der Arbeiterbewegung in Polen. Sendler, Frankfurt 1981
- Bruch mit dem Kommunismus. Über autobiographische Schriften von Ex-Kommunisten im geteilten Deutschland. Westfälisches Dampfboot, Münster 1990, ISBN 3-924550-45-X (zugl. Diss. phil.)
- mit Klaus Wedemeier, Miryam Shomrat, Raul Hilberg, Arnold Mostowicz & Elvira Noa: Gedenken an den Warschauer Ghetto-Aufstand 1943–1993. Temmen, Bremen 1993, ISBN 3-86108-218-7
- (Hrsg.): Stutthof. Ein Konzentrationslager vor den Toren Danzigs. Temmen, Bremen 1995, ISBN 3-86108-267-5